# Eksperyment (prawo)
Eksperyment (prawo) – przeprowadzany w granicach dozwolonego ryzyka nowatorskiego eksperyment poznawczy, medyczny, techniczny lub ekonomiczny wyłączający karną bezprawność czynu.
Problematyka eksperymentu uregulowana jest w art. 27 Kodeksu karnego z 1997. Jest to kontratyp kodeksowy, w doktrynie prawa karnego uważany za względny. 
Dokonując wszelkiego rodzaju eksperymentów należy się liczyć z tym, iż pewne dobra chronione prawem, takie jak życie, zdrowie, mienie itp. mogą zostać naruszone lub zagrożone. Jednak rozwój społeczny nie byłby możliwy, gdyby nie podejmowanie ryzyka z nimi związanego. Dlatego też powszechnie uważa się, iż działania o pewnym stopniu ryzyka są społecznie pożyteczne, jeśli tylko spełnione zostaną pewne warunki. Art. 27 Kodeksu karnego stanowi, że nie popełnia przestępstwa, kto działa w celu przeprowadzenia eksperymentu poznawczego, medycznego, technicznego lub ekonomicznego, jeżeli:
1. spodziewana korzyść ma istotne znaczenie poznawcze, medyczne lub gospodarcze
2. oczekiwane osiągnięcia, celowość oraz sposób przeprowadzania są zasadne w świetle aktualnego stanu wiedzy
3. człowiek – uczestnik w charakterze przedmiotu eksperymentu wyraża na to zgodę przez cały czas eksperymentu
4. uczestnik w charakterze przedmiotu eksperymentu jest należycie poinformowany o spodziewanych korzyściach  i grożących mu ujemnych skutkach oraz prawdopodobieństwie ich powstania, jak również o możliwości odstąpienia od udziału w eksperymencie na każdym jego etapie

Eksperyment medyczny może być przeprowadzony wyłącznie po wyrażeniu pozytywnej opinii przez niezależną komisję bioetyczną. Eksperyment medyczny powinien zostać przerwany, jeżeli w czasie jego przeprowadzania wystąpi zagrożenie zdrowia badanego przewyższające spodziewane korzyści.
Eksperyment poznawczy nie powinien być kontynuowany, gdy wystąpi niespodziewane zagrożenie dla życia lub zdrowia osoby w nim uczestniczącej.